# John Negroponte
John Dmitri Negroponte (ur. 21 lipca 1939 w Londynie) – amerykański polityk i dyplomata.

## Życiorys
Urodził się 21 lipca 1939 roku w Londynie, jako syn greckiego magnata i wychowywał się w Nowym Jorku Po odebraniu podstawowego wykształcenia wstąpił na Phillips Exeter Academy, którą ukończył w 1956. Następnie studiował na Uniwersytecie Yale, gdzie w 1960 uzyskał bakalaureat. Przez krótki okres uczył się także w Harvard Law School, a wkrótce potem rozpoczął służbę dyplomatyczną dla Stanów Zjednoczonych. Pracował wówczas w placówkach dyplomatycznych w Azji, Europie i Ameryce Łacińskiej. W 1981 został mianowany ambasadorem w Hondurasie, kiedy gabinet Ronalda Reagana był zaangażowany w tajne operacje wojskowe przeciwko lewicowym rządom w Ameryce Środkowej. Jego poprzednik na tym stanowisku, Jack R. Binns, oskarżał go o ignorowanie naruszeń praw człowieka i działalności szwadronów śmierci, a także o wspieranie działalności contras. Negroponte odpierał te zarzuty, twierdząc, że skarżył się na nadużycia prywatnie i publicznie wspierał nowo wybrany rząd. Służbę na placówce w Tegucigalpie zakończył w 1985. W drugiej połowie lat 80. XX wieku pracował w Departamencie Stanu i Białym Domu. W latach 1989–1993 był ambasadorem w Meksyku, a w okresie 1993–1996 na Filipinach. W 2001 George W. Bush powołał go na stanowisko ambasadora przy Organizacji Narodów Zjednoczonych. Negroponte angażował się tam w przekonywanie do podjęcia interwencji zbrojnej w Iraku, powołując się na dowody użycia broni masowego rażenia. Po trzech latach został ambasadorem w Iraku, gdzie jego zadaniem było zmniejszenie korupcji w strefie kontrolowanej przez USA. W 2005 odwołano go z placówki w Bagdadzie i mianowano członkiem gabinetu dyrektora Wywiadu Narodowego. Po roku ustąpił ze stanowiska. W latach 2007–2009 był zastępcą sekretarza stanu, przy Condoleezzie Rice.
Jego żoną jest Diana Villiers Negroponte, z którą ma pięcioro dzieci.